# María Fernández
María Fernández (c. 1610 – c. 1671) fue una impresora española que ejerció su actividad en Alcalá de Henares de 1643 a 1671.

## Biografía

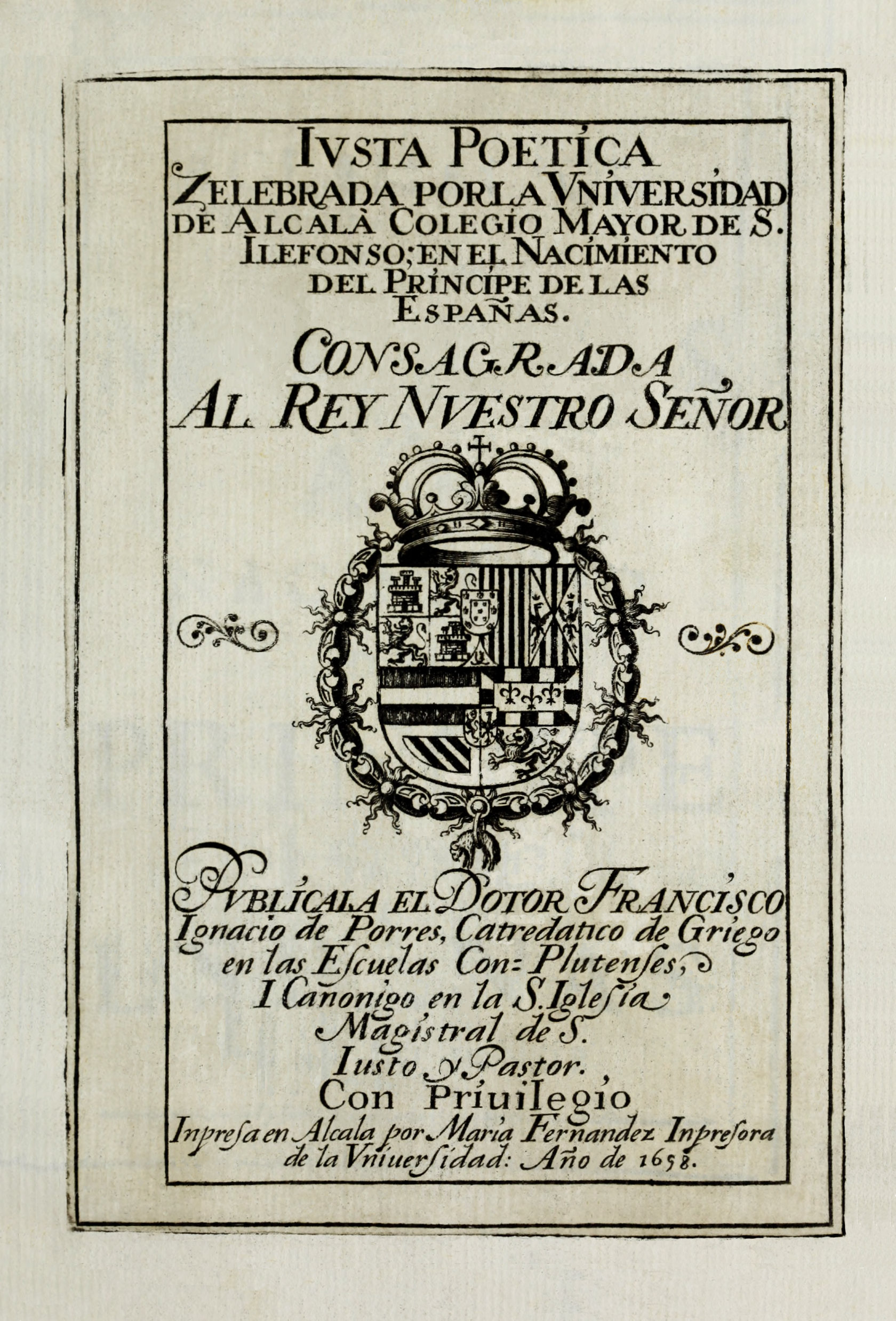
"Justa poética celebrada por la Universidad de Alcalá" (Francisco Ignacio de Porres, 1658).

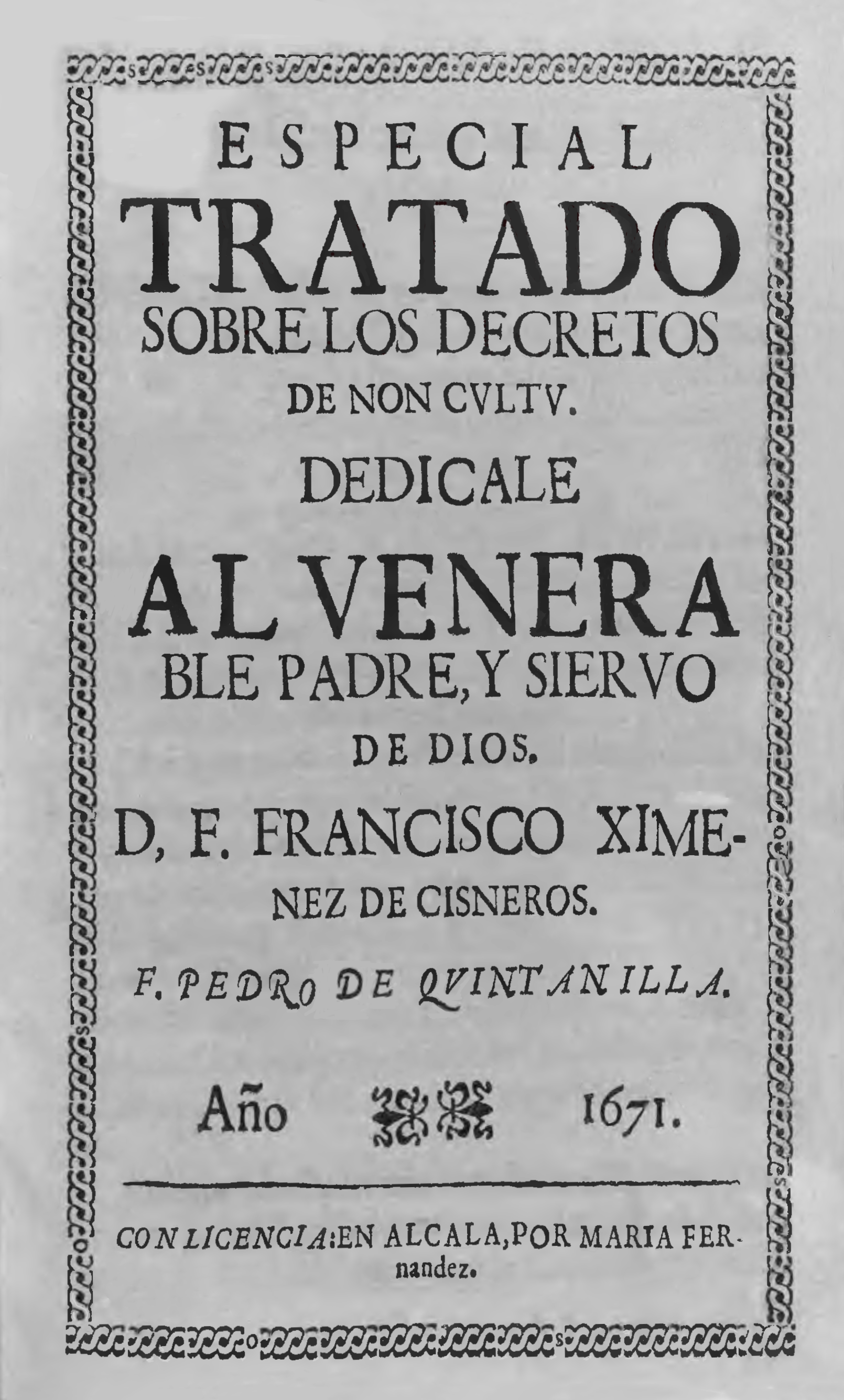
"Especial tratado sobre los decretos de non cultu" (Pedro de Quintanilla, 1671).

En 1643 falleció su marido, el impresor Antonio Vázquez, y Fernández se hizo cargo del taller. Su nombre aparece por primera vez en ese mismo año como «Viuda de Antonio Vázquez» en la obra de Francisco de Quintanilla y Mendoza Aclamación evangélica. A [...] la milagrosa victoria y conquista de la inexpugnable ciudad de Orán. Fue la única vez en la que mantuvo el nombre de su marido, pues a partir de ese momento firmó como María Fernández o María Fernández viuda.
Dio continuidad así al establecimiento tipográfico de su marido y mantuvo asimismo el título de Impresora de la Universidad hasta su muerte, acaecida probablemente en 1671.
Fue una impresora muy prolífica durante los casi treinta años de actividad de su taller. Utilizó distintos materiales xilográficos como escudos xilográficos de las diversas Órdenes religiosas para las que trabajó, pero la variable calidad de sus impresiones son por lo general de menor calidad que las de su marido, que había tratado, a pesar de las dificultades tipográficas de la época, de mantener la dignidad del establecimiento; pero tras su muerte, la pérdida de calidad de las impresiones fue notable. Fernández trabajó con numerosos libreros e impresores, entre los que se puede citar a Francisco Robles, Juan Antonio Bonet, Tomás Alfay y Juan San Vicente, además de Nicolás de Xamares, pero sus obras tienen un interés limitado. De su taller salía casi una obra por año. 
Se encuentra su nombre por última vez en 1671 en la obra Avisos para la muerte escritos por algunos ingenios de España, recopilados por Luis Ramírez de Arellano, que puede considerarse su impresión final. El que se indique en el colofón «en casa de María Fernández» y no se mencione el título de «Impresora de la Universidad» hace pensar que la impresión fue realizada por sus sucesores que mantenían su nombre.
No se conoce el destino del material de su imprenta. Puede que una parte pasara a manos de Nicolás de Xamares, quien empezó a imprimir en Alcalá coincidiendo con el final de María Fernández.
Se hizo cargo de su sobrina, Catalina de Jesús y San Francisco que fundó, en las casas donde se ubicaba su imprenta el Colegio de doncellas pobres de Santa Clara, actual convento de las clarisas franciscanas de San Diego en Alcalá.

## Obra (selección)
- 1643 – Sermones varios de Manuel Nájera;
- 1647 – Libro de albeyteria de Francisco de la Reina;
- 1649 – Curiosa y oculta filosofía de Juan Eusebio Nieremberg;
- 1650 – Obras postumas, divinas y humanas de don Félix de Arteaga;
- 1658 – Relaciones de ceremonias y festejos por Francisco Ignacio de Porres;[7]
- 1661 – Questiones practicas de casos morales por el P. F. Juan Enríquez,
- 1666 – Para todos... de Juan Pérez de Montalbán;
- 1670 – La imagen de la fuente copiada en la del Paraiso favores que dimanan… por Fr. Alonso López Magdaleno;
- 1670 – República Literaria de Diego de Saavedra Fajardo; y
- 1671 – Avisos para la muerte de Luis Ramirez de Arellano.[1]